# The Boss (single)
"The Boss" is de vierde single van de rapper Rick Ross. Het nummer staat op zijn derde album Trilla. De single is geproduceerd door J.R. Rotem. De single was uitgegeven op 14 februari 2008. Het is een parodie op het nummer Biggest G van D12.

## Hitnotering
| Charts                               | Positie |
| ------------------------------------ | ------- |
| U.S. Billboard Hot 100               | 17      |
| U.S. Billboard Pop 100               | 53      |
| U.S. Billboard Hot R&B/Hip-Hop Songs | 5       |
| U.S. Billboard Hot Rap Tracks        | 2       |
| U.S. Billboard Rhythmic Top 40       | 6       |